# Eurymorion insigne
Eurymorion insigne is een spinnensoort uit de familie hangmatspinnen (Linyphiidae). De soort komt voor in Brazilië.